# Belcastel (Tarn)
Belcastel – miejscowość i gmina we Francji, w regionie Oksytania, w departamencie Tarn.
Według danych na rok 1990 gminę zamieszkiwało 181 osób, a gęstość zaludnienia wynosiła 17 osób/km² (wśród 3020 gmin regionu Midi-Pireneje Belcastel plasuje się na 882. miejscu pod względem liczby ludności, natomiast pod względem powierzchni na miejscu 1039.).